# Late Phases
Late Phases es una película dramática y de terror de 2014 del director Adrián García Bogliano y es su primer largometraje en idioma inglés. La película tuvo su estreno mundial el 9 de marzo de 2014 en South by Southwest y está protagonizada por Nick Damici como un veterano de guerra ciego que se convierte en víctima del ataque de un hombre lobo.

## Reparto
- Nick Damici como Ambrose McKinley
- Ethan Embry como Will McKinley
- Lance Guest como James Griffin
- Tina Louise como Clarissa
- Rutanya Alda como Gloria B.
- Caitlin O'Heaney como Emma
- Erin Cummings como Anne
- Tom Noonan como Father Roger
- Larry Fassenden como O'Brien
- Al Sapienza como Bennet
- Bernardo Cubria como Officer Lang
- Karen Lynn Gorney como Delores
- Karron Graves como Victoria Kaye
- Haythem Noor como Nelson
- Kareem Savinon como Edward
- Dana Ashbrook como Westmark
- Frances Raines como Dra. Nickel

## Producción
Bogliano anunció por primera vez su intención de filmar Late Phases en 2012, ya que quedó impresionado con el guion que había escrito Stolze. Se confirmó que Nick Damici protagonizaría la película en febrero de 2013, y el rodaje comenzó en Hudson Valley, Nueva York, en junio del mismo año. Damici tuvo algunas dificultades para interpretar a un hombre ciego, ya que afirmó que "no puedes simplemente vendarte los ojos para aprender porque no funciona de esa manera. Incluso cuando tienes los ojos vendados estás viendo más de lo que ve una persona ciega". Sólo tenía que hacerlo mirando periféricamente y confiando en Adrian para que saliera bien". El mayor desafío de la película vino de la escena de la transformación del hombre lobo, ya que Bogliano señaló que "[ni siquiera] los productores sabían si iba a funcionar hasta que finalmente terminamos". Fessenden, quien produjo y tuvo un cameo, contrató al artista de efectos especiales Robert Kurtzman. Fessenden dijo que Kurtzman aceptó hacer la película porque tiene debilidad por los hombres lobo.

## Estreno
La película fue seleccionada para proyectarse en abril de 2014 en el Festival de Cine de Stanley. El lanzamiento en formato casero fue el 10 de marzo de 2015, en video a pedido, descarga digital y en Blu-ray y DVD de Dark Sky Films. La película está disponible a través de streaming en Netflix desde enero de 2018.